# Seiko Yamanaka
Seiko Yamanaka (山中 誠晃 Yamanaka Seiko?), född 22 januari 1989 i Kochi prefektur, är en japansk före detta fotbollsspelare.
Yamanaka började sin karriär 2007 i JEF United Chiba. Efter JEF United Chiba spelade han för Fagiano Okayama. Han spelade 9 ligamatcher för klubben. Han avslutade karriären 2011.